# Klotild-barlang
A Klotild-barlang a Duna–Ipoly Nemzeti Parkban lévő Pilis hegységben található egyik barlang. Magyarország megkülönböztetetten védett barlangjai között van. Guanót bányásztak benne a guanó foszfortartalma miatt. A barlang turista útikalauzokban is ismertetve van.

## Leírás
A barlang Pilisvörösvár közigazgatási területén található, a legkönnyebben a Klotildligetről induló piros kereszt jelzésen érhető el. A régi nyomtatott turistatérképek is jelölik, csak rossz helyen, mert a valóságban eggyel délebbi völgyben nyílik. A Cseresznyés-hegy északi peremén, egy szurdokszerűen bevágódott völgy meredek oldalában, körülbelül 50 méter relatív magasságban van a bejárata.
Triász időszaki dachsteini mészkőben keletkezett karsztvízszint alatti oldódással. Láng Sándor szerint lehet, hogy inaktív forrásbarlang. Formakincsében megtalálhatók a vakkürtők, az oldott falfelületek és a gömbfülkék is. A magasra kiemelt barlang erősen pusztuló stádiumban van és denevérek is előfordulnak járataiban. Szabadon látogatható és bejárásához barlangjáró alapfelszerelés szükséges.

## Név
A barlangot a környék lakossága Ördöglyuknak hívta. 
Bekey Imre Gábor nevezte el 1914-ben Klotild-barlangnak. Ezt a nevet a közeli Klotildliget miatt kapta. (Klotildliget a nevét Habsburg–Lotaringiai József Károly főherceg felesége, Szász–Coburg–Koháry Klotild hercegnő miatt kapta.) Előfordul a barlang az irodalmában 
Klotildbarlang,
Klotild barlang (Kadić 1920),
Klotild cseppkőbarlang (Mezei, Páli 1955),
Klotild-Ördögbarlang,
Ördög-barlang,
Ördögbarlang
és Ördöglyuk neveken is.

## Kutatástörténet
Az 1914. évi Barlangkutatásból megtudható, hogy Bekey Imre Gábor a Barlangkutató Szakosztály 1914. január 12-én tartott szakülésén vetített képek segítségével, saját kutatásai alapján ismertette a Klotild-barlangot. A barlang a Piliscsaba közelében lévő Klotild nyaralótelep vasúti megállóhelye és a Pilisszántó közötti erdei szekérút mellett, az út felénél helyezkedik el. A barlang É-ra tekintő alacsony bejárata elég meredeken vezet lefelé egy Z alakú üregbe, melynek hátsó része tág teremmel végződik. Sok, főtéről lehullott törmelék borítja a barlang fenekét. Ez nagyon megnehezítené az esetleges ásatást. Néhol már teljesen kibányászták a barlang egyes részeiben felhalmozódott denevérguanót. A szakülés jegyzőkönyvét Kadić Ottokár készítette.
Az 1915. évi Barlangkutatásban megjelent, Bekey Imre Gábor által írt, A piliscsabai Klotild-barlang című tanulmányban az olvasható, hogy a Pilis-hegyvidék egyik turista főútvonala közelében, de kirándulók által mégsem látogatott helyen van egy tág barlang, amely több szempontból érdekes. A barlang a Piliscsaba közelében fekvő Klotild nyaralótelep vasúti megállóhelye és a Pilisszántó közötti erdei szekérút mellett, az út felénél van. A Homok-hegy Ny-i lejtőjének kapaszkodóján át megint völgybe kell leereszkedni, ahol látható egy letarolt, az útirányt balra eltérítő és térképen 352 m magasnak jelzett domb, amelynek lejtőjén gyéren nőnek a bokrok és itt-ott fehér mészkősziklák bukkannak elő. Nemsokára a szekérút és a domb között egy fokozatosan mélyülő árok található, amelynek a domb felé eső, magas fűvel benőtt széle mellett régóta nem használt kocsiút nyomai tűnnek fel.

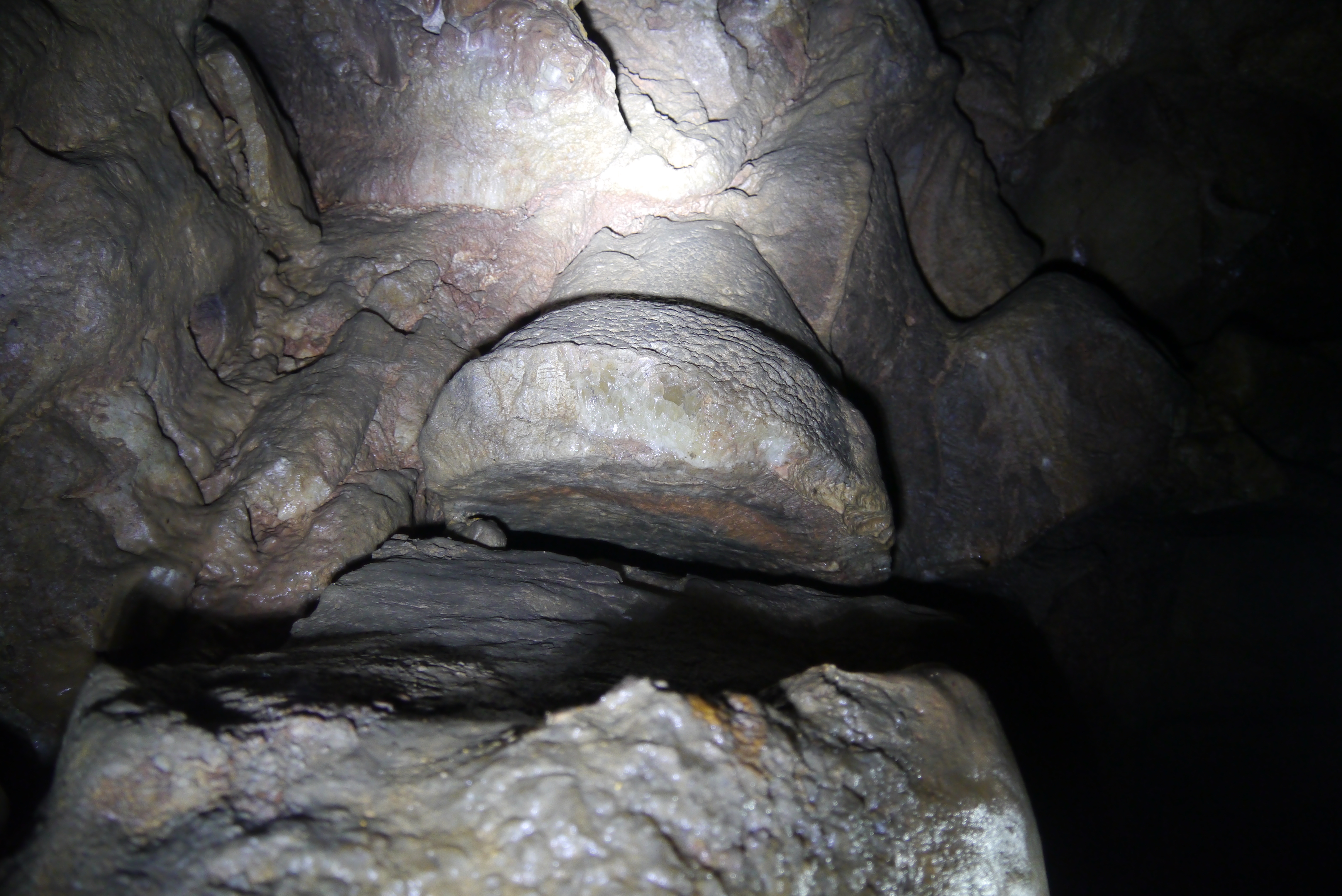
Részlet a Klotild-barlangból

Ezt követve jobb oldalon, K-i irányban a Kő-árok mély völgyébe lehet jutni, ahol az eddig követett út és a Pilisszántó felé eső magas lejtőről leereszkedő szekérút találkozási pontjától a letarolt sziklás domb D-i lejtőjén, a völgytől 50 m-rel magasabban, bokrok között elrejtve egy vízszintes irányú keskeny nyílás látható, amelyet nemrég kitágított egy okos vállalkozó, hogy az itt található egykori sok denevérguanót könnyebben kihordathassa. A barlang gróf Karátsonyi birtokán fekszik. Az uradalom mészégető kemencéi füstölögnek lent a völgyben, néhány száz lépés közelségben. Elhelyezkedését a környék lakossága csak az ott guanót bányászó munkások miatt ismeri és a széles körben elterjedt Ördöglyuk nevet adta neki.
A Pilis hegységben viszonylag kis területen három, a nép által Ördöglyuknak elnevezett barlang (a másik kettő a Solymári-ördöglyuk és a Szopláki-ördöglyuk) ismert. A nép Ördöglyukaknak a legkülönbözőbb típusú barlangokat nevezi. Mivel ez nagyon megnehezíti a tájékozódást, Bekey Imre Gábor a jelenleg részletesen ismertetett barlangot a Klotild-telep közelsége miatt Klotild-barlangnak nevezte el. A barlang É-ra néző bejárata 2 m széles és 1,4 m magas. Lehajolva lehet átjutni a bejáraton, amely után 4 m széles és 4 m hosszú előcsarnok található. Ennek feneke meredeken befelé lejt. Egyenes irányban, a szemben lévő boltozatosan aláhajló fal tövében fekvő kerek nyíláson négykézláb átmászva egy csarnokba lehet jutni, amely derékszögben jobbra, majd ismét balra kanyarodik. A barlang tehát Z alakú egész kiterjedését tekintve.

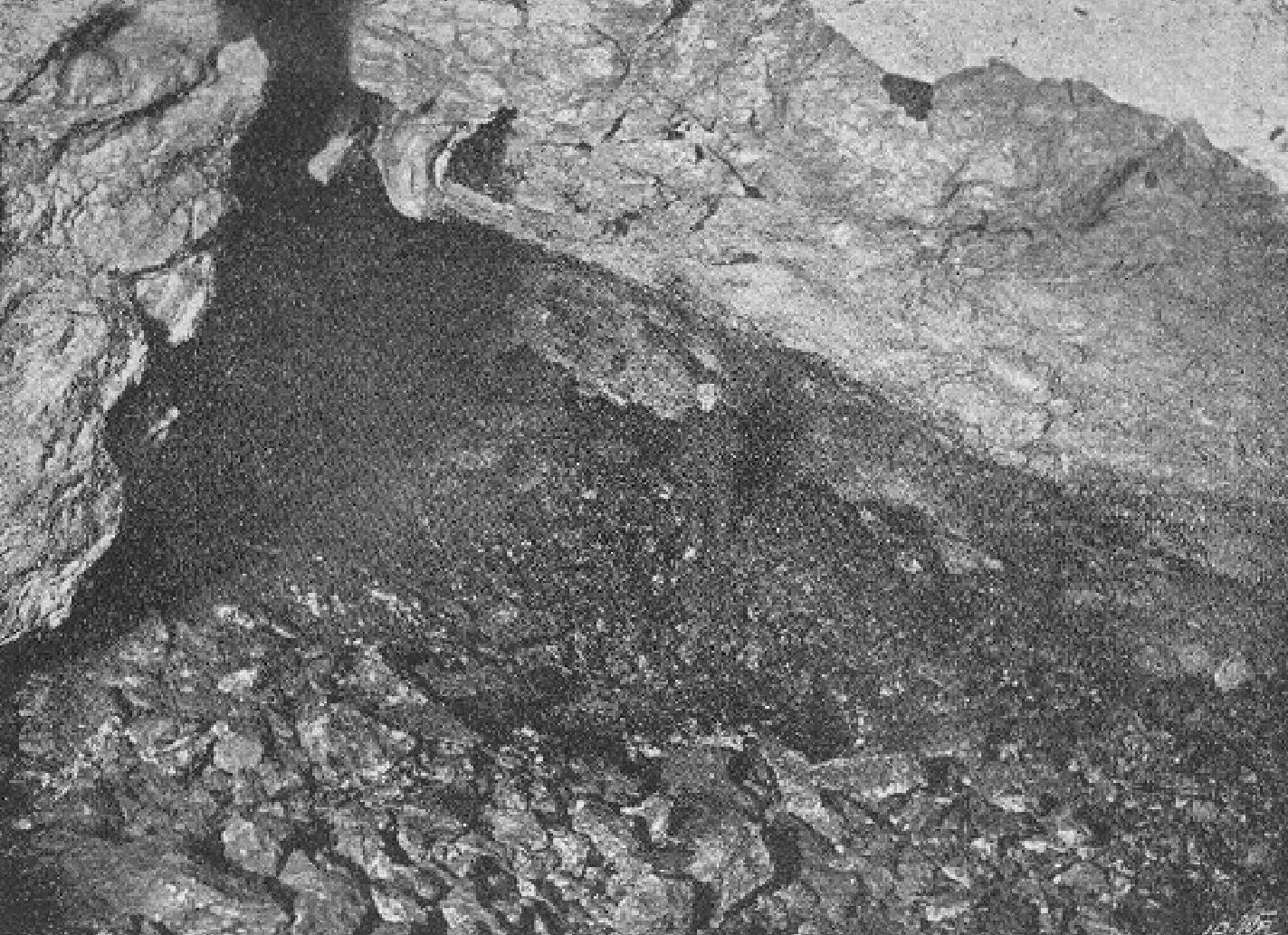
A Klotild-barlang belseje (Bekey Imre Gábor fényképe)

Az átbújás helyén a humusszal kevert guanós aljzat néhány lépésnyi területen vízszintes, majd a barlang belső folytatásában hirtelen jobb oldal felé meredek lesz. Ezen a helyen a mennyezetről sűrűn aláhulló vízcseppektől átázott, sáros, síkos talaj miatt óvatosan kell haladni. A folytatást jelentő, teremszerűen bővülő és balra nyíló rész aljzata a mennyezetről lehullott nagy mennyiségű és jelentős nagyságú törmelékkel borítva van, amely nagyon nehezíti a járást. A terem 5 m magas, 5 m széles és kb. 12 m hosszú. A terem középső, legmélyebb részének jobb oldalán zsomboly alakul ki, de ennek mélysége még nem jelentős. A terem hátsó és bal oldali részében lévő 1 m vastag guanóréteg teljesen ki lett bányászva, ennek nyomai most is jól észrevehetők. Ezen a helyen, amely a barlang legszárazabb része, a terem szűkül és ferdén felfelé irányuló fülkében, valamint csatornában ér véget.

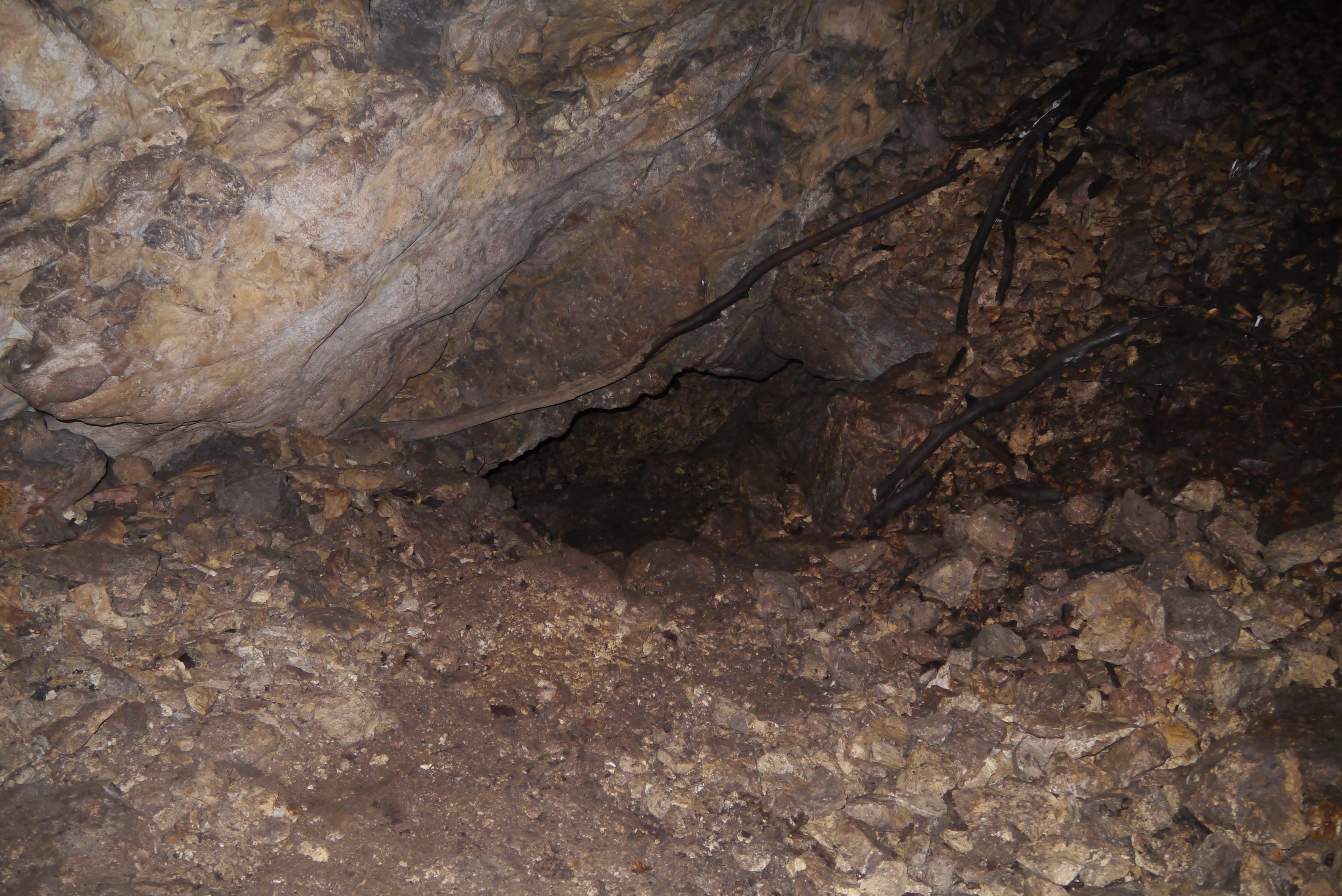
Részlet a Klotild-barlang belsejéből

Elhanyagolható mennyiségű cseppkő van benne, ami volt, az is el lett pusztítva. A barlang elülső része az erdőirtások miatt laza lett és a hegy lejtőjéről a barlang száján át a csapadékvizekkel besodort humusszal és agyaghordalékkal több méter magasságig be van temetve. Ezért a barlangfenék ezen a helyen lejt. A hordalék eltávolítása után a szabaddá váló barlangbejárat minden bizonnyal számottevő méretű lenne. Bekey Imre Gábor szerint ezt a magasan lévő barlangot valószínűleg a történelem előtti idők embere lakhelynek használhatta, de a barlang jelenlegi állapota nem ezt mutatja. A barlang ugyanis most, főleg középső részén nagyon nedves, de évezredekkel ezelőtt a hegy lejtőjét borító érintetlen erdő humusza alatt elterülő vastag agyagréteg aligha engedett át sok vizet a kőzet hajszálrepedésein. Most azonban a kilúgozó hatású csapadékvizek folyamatosan tágítják az alig fedett, itt-ott csupaszon meredő sziklák legapróbb repedéseit is.

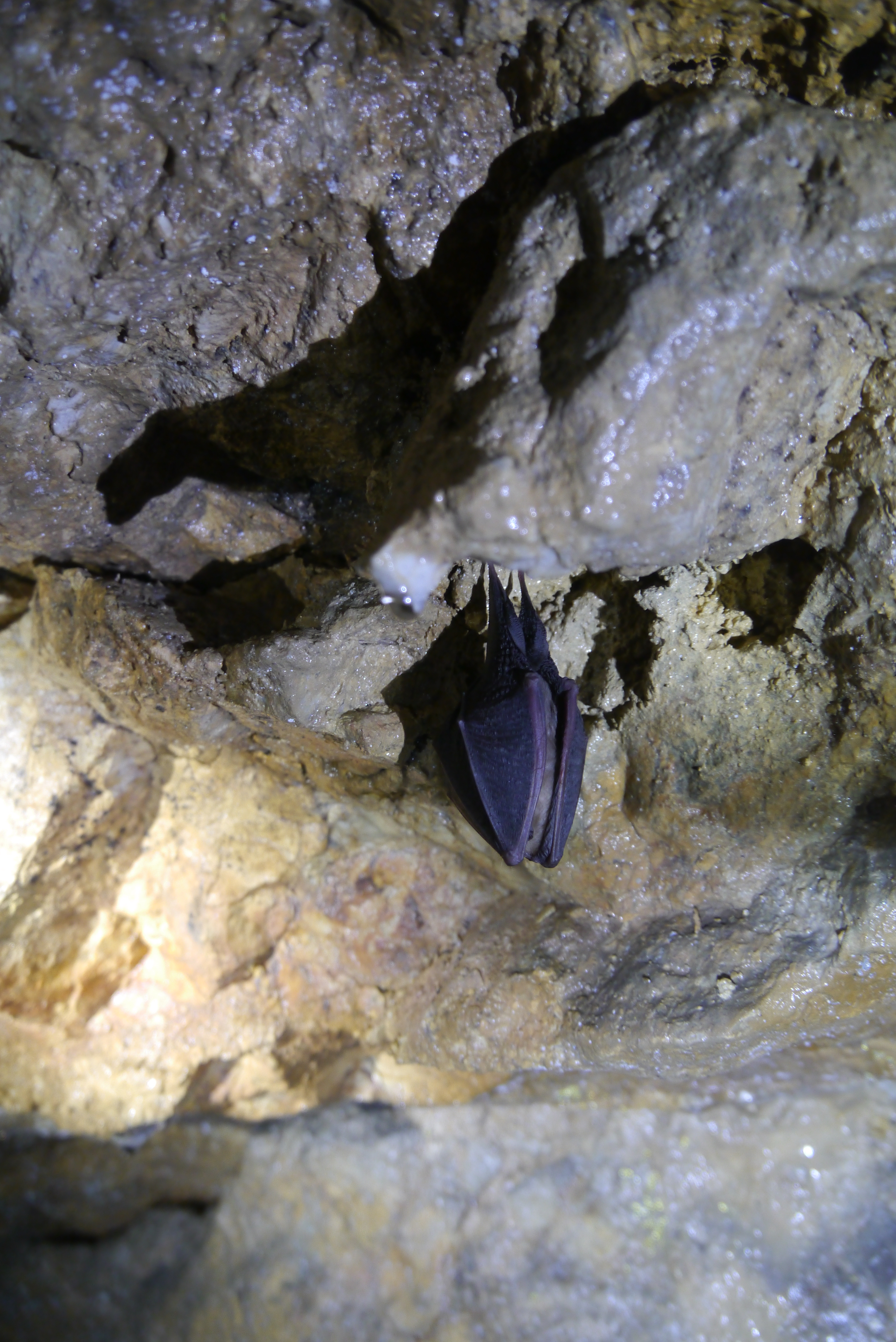
Denevér a Klotild-barlangban

Igaz, hogy a barlang bejárata pontosan É-ra néz, de a szemközti meredek hegy védett fekvésűvé teszi. Egyébként a barlang fekvése önmagában nem döntő jelentőségű, mert a Kis-kevélyi-barlang szintén É-i fekvésű, sőt teljesen védtelen, de mégis ez a hely volt eddig Magyarország egyik leggazdagabb lelőhelye. A DNy-ra néző és ideálisan védett helyen lévő Leány-barlang és Legény-barlang kiásása bizonyíték volt arra, hogy ez utóbbi két barlangban sohasem tartózkodott diluviális ember. Bekey Imre Gábor ásatásra alkalmasnak találja a Klotild-barlangot, de későbbre halasztható az ásatás, nem azért mintha a hordalékanyag eltávolítása sokba kerülne (mivel ezt kevesebb figyelemmel gyorsabb ütemben lehetne végezni és legurítani a lejtőn), hanem azért, mert nem kell félni ennek a barlangnak a megbolygatásától. Az íráshoz két fekete-fehér fénykép lett mellékelve. Az egyiken a barlang bejárata, a másikon pedig a barlang belseje figyelhető meg. Mindkét fényképet Bekey Imre Gábor készítette.
Az 1920-ban napvilágot látott, Budapest Duna-jobbparti környéke című kiadványban szó van arról, hogy a Köves-árokban (kis völgy), a völgy betorkollásától 15 percre, egy 352 m magas kúp É-i oldalában helyezkedik el az érdekes Klotildbarlang (Ördöglyuk). A barlang 2×1,4 m-es bejáratán átbújva kicsi és lejtős előcsarnokba, majd a szemközti kis nyíláson átjutva, derékszögben jobbra, majd balra kanyarodva egy Z alakú csarnokba lehet jutni. A nagyon nedves barlangban sok guanó van. A barlangot törmelék fedi helyenként. Jelentéktelen cseppkőképződmények vannak az üregben, amelyben valószínűleg lakott az ősember a történelem előtti időkben. Az 1920. évi Barlangkutatásban kiadott könyvismertetésben, amely a Budapest Duna-jobbparti környéke című könyvről szól, meg van említve, hogy a könyvben le van írva a Klotild barlang. Az 1924-ben megjelent, Budapest Duna-jobbparti környéke című kiadványban meg van ismételve az 1920-ban publikált könyv Klotildbarlangot (Ördöglyuk) bemutató része.
A Bekey Imre Gábor által írt, 1931-ben publikált tanulmányban szó van arról, hogy Bekey Imre Gábor ajánlotta a Klotildliget és Pilisszántó közötti posta-réti erdőbe torkolló Köves-árok É-ra néző lejtőjén nyíló nagy csarnokbarlang ásatását. Ezt a barlangot a környéken élők Ördöglyuknak nevezik, de Bekey Imre Gábor Klotildbarlangnak nevezte el, mert a Szopláki-ördöglyuknak és a Solymári-ördöglyuknak is ez a neve, ezért félreértések adódhatnak. Az erdőirtások miatt a csapadékvíz által lesodort humusz a barlang bejáratát és a barlang előrészét csaknem egészen betemette, ezért a megmaradó kis rést ki kellett előbb ásni és tágítani, hogy be lehessen menni a barlangba. A barlang eltemetett bejárata nagyon jelentős nagyságú lenne a föld elhordása után. Egyúttal a barlang előcsarnokába besodort és lejtve elhelyezkedő földet az előcsarnokból is ki kellene vinni és csak azután lehetne minden kétséget kizáróan megállapítani, hogy a derékszögben kétszer megtörő hatalmas csarnok alján érdemes-e ásatást végezni.
Bekey Imre Gábor szerint érdemes, mert a völgy felett magasan fekszik a barlang és kiválóan alkalmas lehetett emberi lakhelynek. Hillebrand Jenő az első megtekintés után, mert a csarnok fenekén sok volt a mennyezetről leszakadt sziklatömb, nem nyilvánított kedvező véleményt, de ez jóhiszemű tévedés is lehet. Mindenesetre nem szabadna, különösen Magyarország jelenlegi állapotában figyelmen kívül hagyni a kínálkozó kevés alkalmat és csekély költséggel szabaddá kellene tenni a barlang bejáratát. Ki kellene hordani a sziklatömböket és egy próbagödör ásásával meg kellene állapítani, hogy vannak-e benne a diluviumból származó rétegek.
Az 1931-ben napvilágot látott, Természetvédelem és a természeti emlékek című könyv szerint a gróf Karácsonyi birtokán lévő piliscsabai Klotild-barlang még nincs átkutatva tudományosan és ezért jelenleg csak turisztikai szempontból érdekes. Az 1932-ben kiadott, Dudich Endre által írt könyvben meg van említve a Klotild-barlang a Pilis hegység és a Visegrádi-hegység barlangjai között. A barlang a Klotildliget és Pilisszántó közötti út mellett található. A barlangból guanót termeltek ki. Nincs átkutatva tudományosan. Az ismertetés két irodalmi mű alapján lett írva.
Az 1932-ben napvilágot látott, Természetvédelem és a természeti emlékek című könyvben meg van ismételve a könyv 1931. évi kiadásának Klotild-barlangot tárgyaló része. Az 1935. évi Erdészeti Lapokban lévő tanulmányban szó van arról, hogy a piliscsabai Klotild-barlangot néhányan Ördöglyuknak hívják. Bekey Imre Gábor azt írta, hogy ez a barlang a Piliscsaba közelében elhelyezkedő Klotild nyaralótelep vasúti megállóhelye és a Pilisszántó közötti erdei út mentén, az út felénél, Karátsonyi gróf birtokán van. A barlang bejárata szűk, csarnoka 12 m hosszú. Csekély cseppkőképződés figyelhető meg benne. Nincs még feltárva.

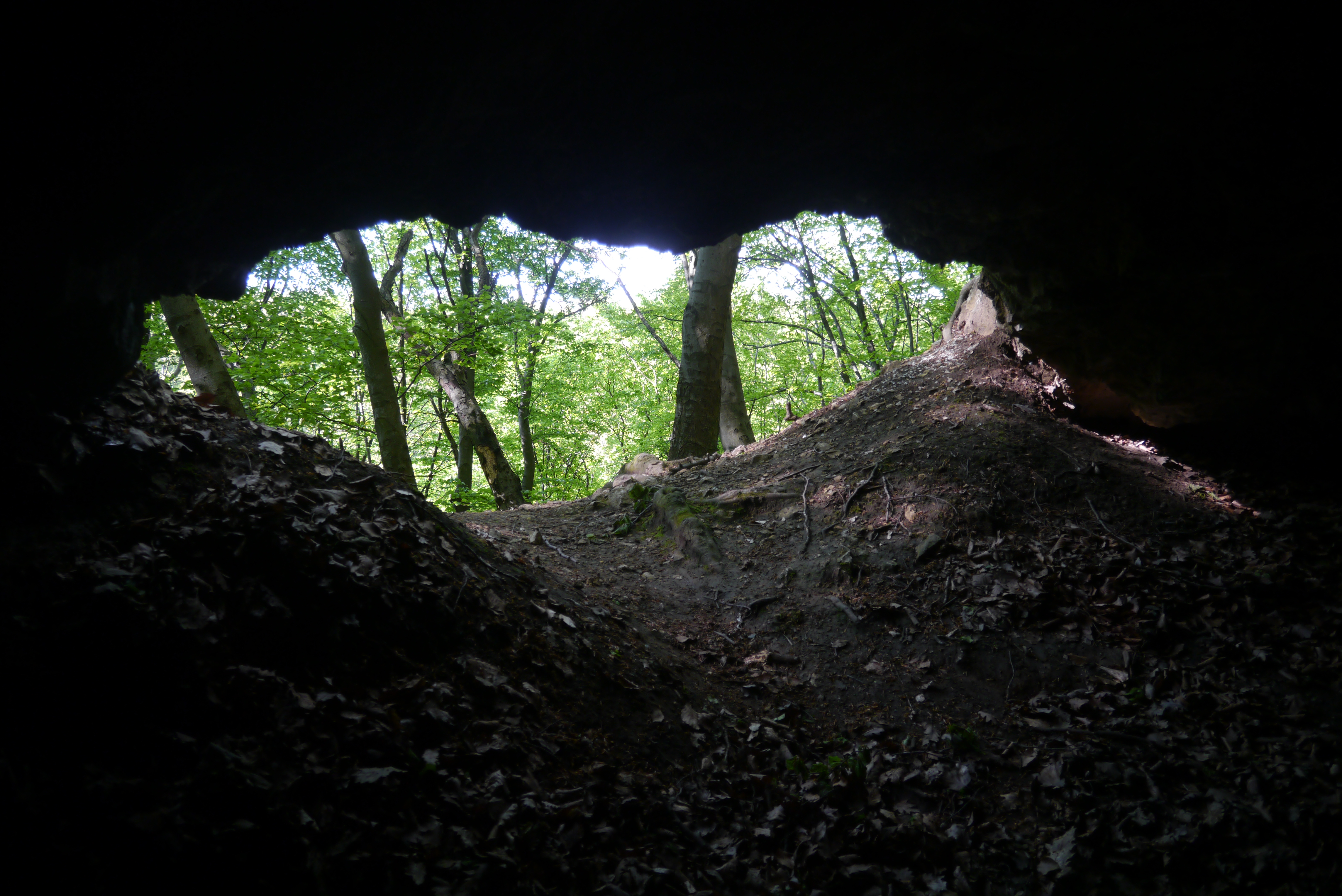
A Klotild-barlang bejárati része belülről fényképezve

Az 1937-ben megjelent, Szeghalmy Gyula által írt könyvben szó van arról, hogy Klotildliget közelében van a Cseresznyés-árok völgye, amelynek torkolatától kb. 15 percre helyezkedik el egy érdekes, 2×1,5 m-es bejáratú barlang, amelynek hivatalosan Klotild barlang a neve, de a környék népe Ördög-lyuknak nevezi. A Z alakú barlang dachsteini mészkőtömbben kanyarog. Csepegősek falai és talaja süpped a rengeteg denevérguanó miatt. Levegője dohos, kellemetlen szagú a korhadás következtében. Cseppkőképződményei jelentéktelenek még, emiatt nem sok érdekessége van. Ha ásatásokat végeznének belsejében, akkor valószínűleg több lenne azoknak a magyarországi barlangoknak a száma, amelyekből kimutattak diluviumban élt ősállatokat és barlanglakó ősembert. Szeghalmy Gyuláéknak a Szopláki-ördöglyukban pihenve eszébe jutott, hogy nem a Szopláki-ördöglyuk az egyetlen barlang a környéken. Sőt, barlangok egész csoportja van errefelé (pl. a Csévi-barlang, a Macska-barlang, a Leány-barlang, a Legény-barlang és Klotildligetnél a Nagykopasz lyuka).
A Turisták Lapja 1937. évi évfolyamában az van írva, hogy a Klotild-barlang (Ördög-barlang) Piliscsaba határában, a pósta-réti erdőben található. A piros jelzésű útból kiágazó Cseresznyés-árok oldalában, kb. 50 m relatív magasságban van a barlang É-ra tekintő, 2 m széles és 1 m magas bejárata. A bejáraton keresztül kicsi, 4 m-es előcsarnokba lehet jutni, ahonnan először jobbra, majd balra kanyarodva egy 22 m-es csarnok tekinthető meg. Bekey Imre Gábor ismertette 1915-ben a törmelékkel nagyrészt feltöltött barlangot, amelyből kibányászták már a guanót is. A Magyar Állami Földtani Intézet 1943. évi jelentésében szó van arról, hogy a Köves-árok D-i oldalában lévő szirtek alatt van a Klotild-barlang bejárata. Az 1948. évi Hidrológiai Közlönyben szó van arról, hogy a Klotildligettől ÉK-re elhelyezkedő Köves-árok jobb oldali lejtőjén, 50 m viszonylagos magasságban nyílik a forrásbarlang benyomását keltő Klotildbarlang. A Klotild-barlangban az egykori vízkilépési nyomok nem annyira jellegzetesek, mint a Csévi-barlang mellett lévő sziklafalakon. Itt valószínűleg még el lehet temetve több kisebb-nagyobb barlangi járat is.

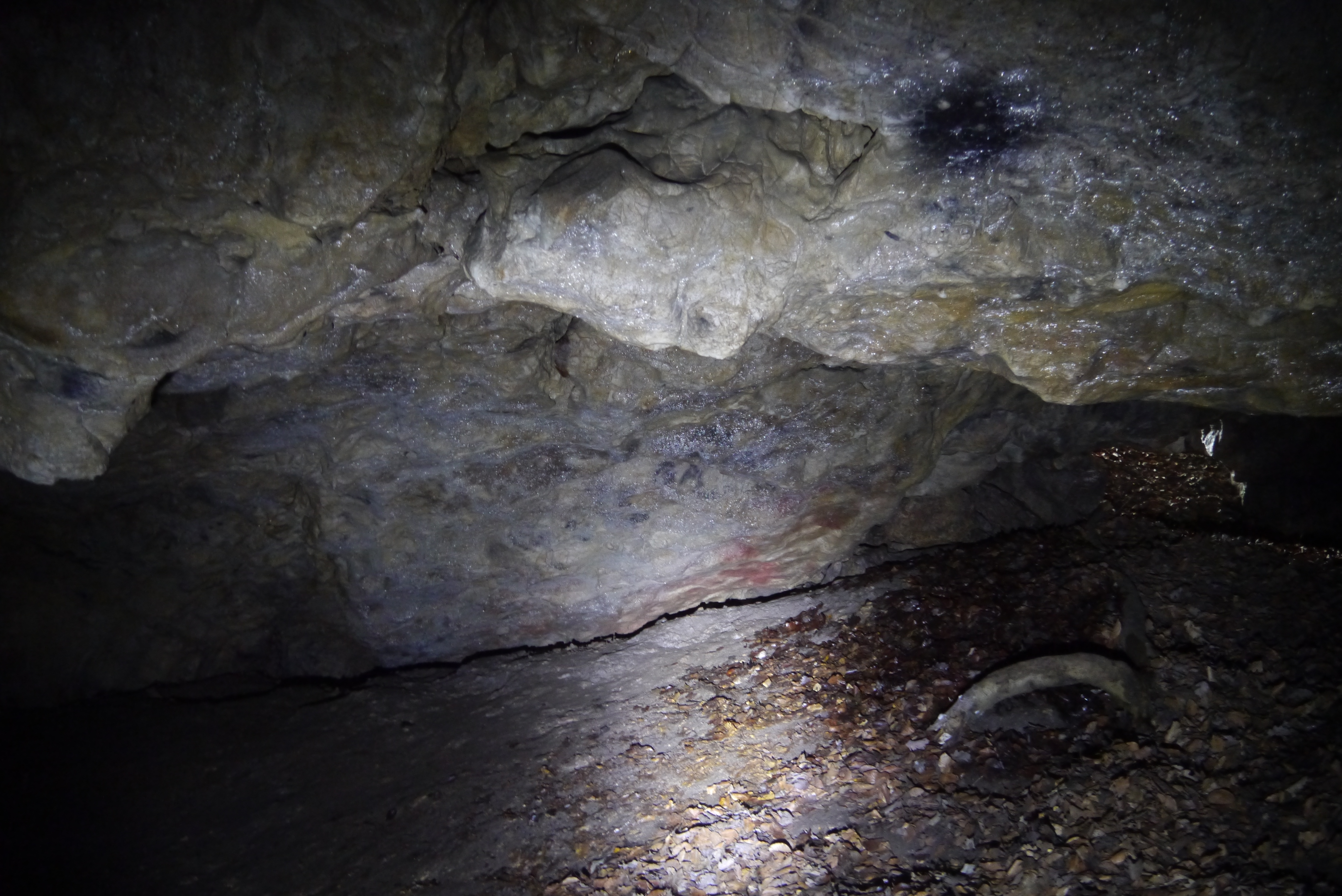
Részlet a Klotild-barlang belsejéből

Az 1953. évi Földrajzi Értesítőben megjelent, Láng Sándor által írt tanulmány szerint a Zajnát-hegyek csoportjának egyik barlangja a Köves-árok felett található Klotild barlang (Ördöglyuk). Kb. 50 m relatív magasságban és 300 m tszf. magasságban helyezkedik el a dachsteini mészkőben létrejött barlang, amelynek É-ra néz bejárata. Tele van már kőomladékkal az alja. Bekey Imre Gábor azt írta, hogy sok guanó van a barlangban és valószínűleg ősember lakott benne. A járatokban kevés cseppkő található. Az új vizsgálatok alapján a barlang környékén nincs mésztufa, sem karsztbreccsa. Valószínűleg forrásbarlang, mert vízszintes kifejlődésű. A forrásbarlang napjainkra szárazzá vált. A barlang fejlődése lépést tartott a szomszédos Köves-árokéval, de mikor az árok 50 m-rel mélyebbre vágódott, akkor a Klotild-barlang száraz lett. Az 1955-ben napvilágot látott, Pilis útikalauz című könyvben az olvasható, hogy Pilisszántó közelében, a Cseresznyéstető északi oldalában van a barlang bejárata. A bejáraton belépve egy lejtő, kis előcsarnokba, majd átbújva egy szűk nyíláson egy tág és kanyargó csarnokba lehet jutni. Alig 10 cm-es, fiatal, jelentéktelen, fejlődni kezdett cseppkövek találhatók a törmelékes és nedves barlangban.
Az 1967-ben kiadott útikalauz szerint a Piliscsaba-alsó vasútállomásra vezető piros és sárga jelzésű turistaúttól K-re, a Cseresznyés-hegy É-i peremén, szurdokszerűen bevágódott völgy meredek, D-i oldalán, 50 m relatív magasságban van a Klotild-barlang É-ra nyíló, 2 m széles és 1 m magas bejárata. Kis előcsarnokba vezet a bejárat. Az előcsarnokból egy kb. 20 m-es terembe lehet jutni. Magasra kiemelt, nagyon pusztuló barlang, amelynek kissé beomlott bejárati része. Egy részét kitöltötte a törmelék. Az 1974-ben megjelent, Pilis útikalauz című könyvben, a Pilis hegység és a Visegrádi-hegység barlangjainak jegyzékében (19–20. old.) meg van említve, hogy a Pilis hegység és a Visegrádi-hegység barlangjai között van a Klotild-barlang. A Pilis hegység barlangjait leíró rész Klotild-barlangról szóló leírása megegyezik az 1967-ben kiadott útikalauz Klotild-barlangot bemutató leírásával.

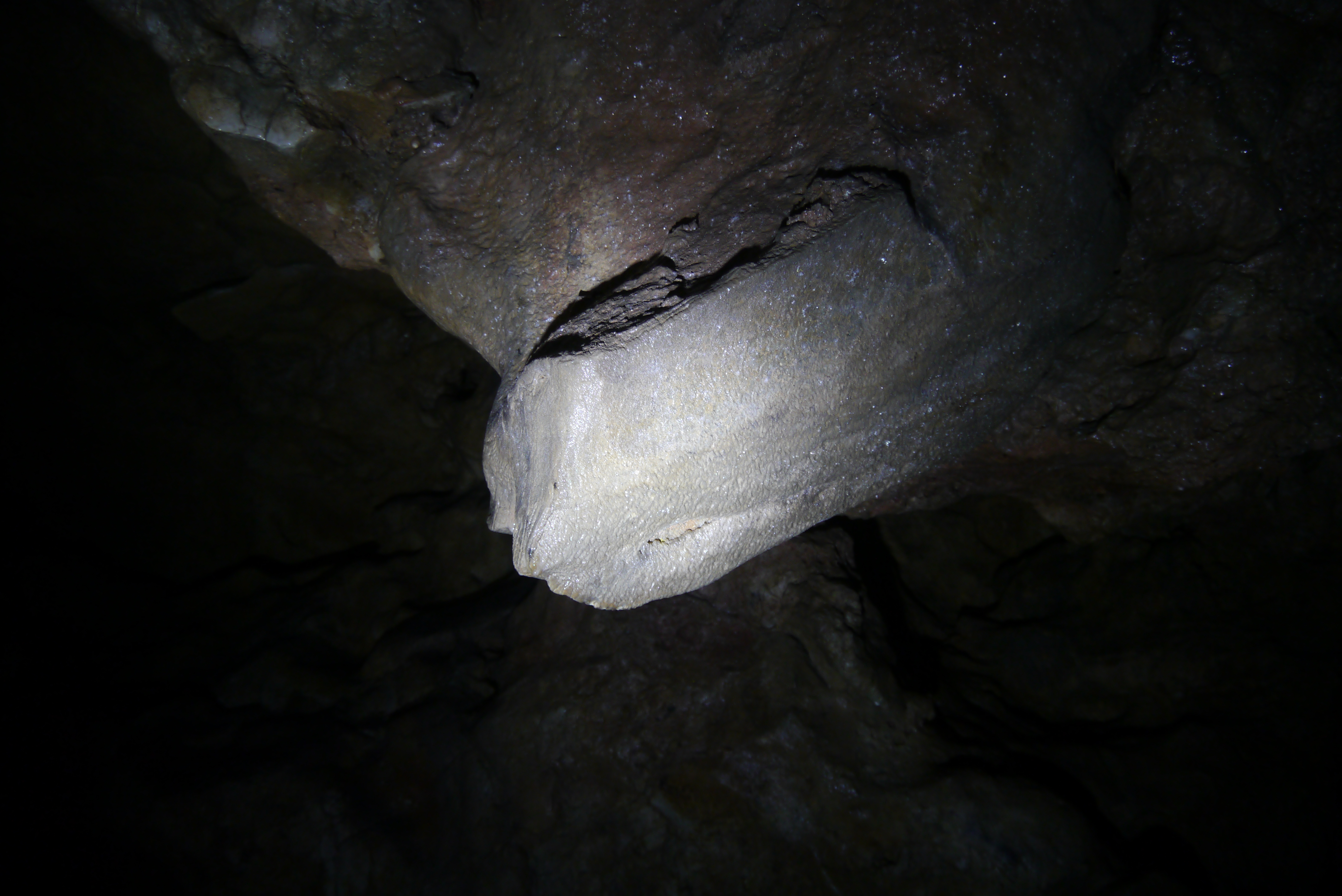
Részlet a Klotild-barlang belsejéből

A Bertalan Károly és Schőnviszky László által összeállított, 1976-ban megjelent Magyar barlangtani bibliográfia barlangnévmutatójában meg van említve a Pilis hegységben lévő barlang Klotild-barlang néven. A barlangnévmutatóban fel van sorolva 5 irodalmi mű, amelyek foglalkoznak a barlanggal. Az 1976-ban befejezett, Magyarország barlangleltára című kéziratban az olvasható, hogy a Pilis hegységben, a Pilis-vonulatban, Pilisvörösváron elhelyezkedő Klotild-barlang további elnevezései Ördögbarlang és Ördöglyuk. A településtől ÉNy-ra 5 km-re, a piros és sárga jelzésű turistaútból kiágazó, szurdokszerű Cseresznyés-árok oldalában, kb. 50 m relatív magasságban van 2 m széles és 1 m magas bejárata. A barlang kb. 20 m hosszú. Magasra kiemelt, nagyon pusztuló forrásbarlang. A kézirat barlangra vonatkozó része 3 irodalmi mű alapján lett írva.
Az 1984-ben megjelent, Magyarország barlangjai című könyv országos barlanglistájában szerepel a Pilis hegység barlangjai között a barlang Klotild-barlang néven Ördögbarlang és Ördöglyuk névváltozatokkal. A listához kapcsolódóan látható a Dunazug-hegység barlangjainak földrajzi elhelyezkedését bemutató 1:500 000-es méretarányú térképen a barlang földrajzi elhelyezkedése. Szabó Zoltán, az Acheron Barlangkutató Szakosztály tagja 1990-ben leírta, felmérte a barlangot, majd a felmérés felhasználásával megszerkesztette a barlang alaprajz térképét és térrajzát. A felmérés szerint a barlang 55 m hosszú és 11 m mély. A Karszt és Barlang 1990. évi évfolyamában meg van említve, hogy az Acheron Barlangkutató Szakosztály 1990-ben feltérképezte a Klotild-barlangot (Pilis hegység, 55 m).

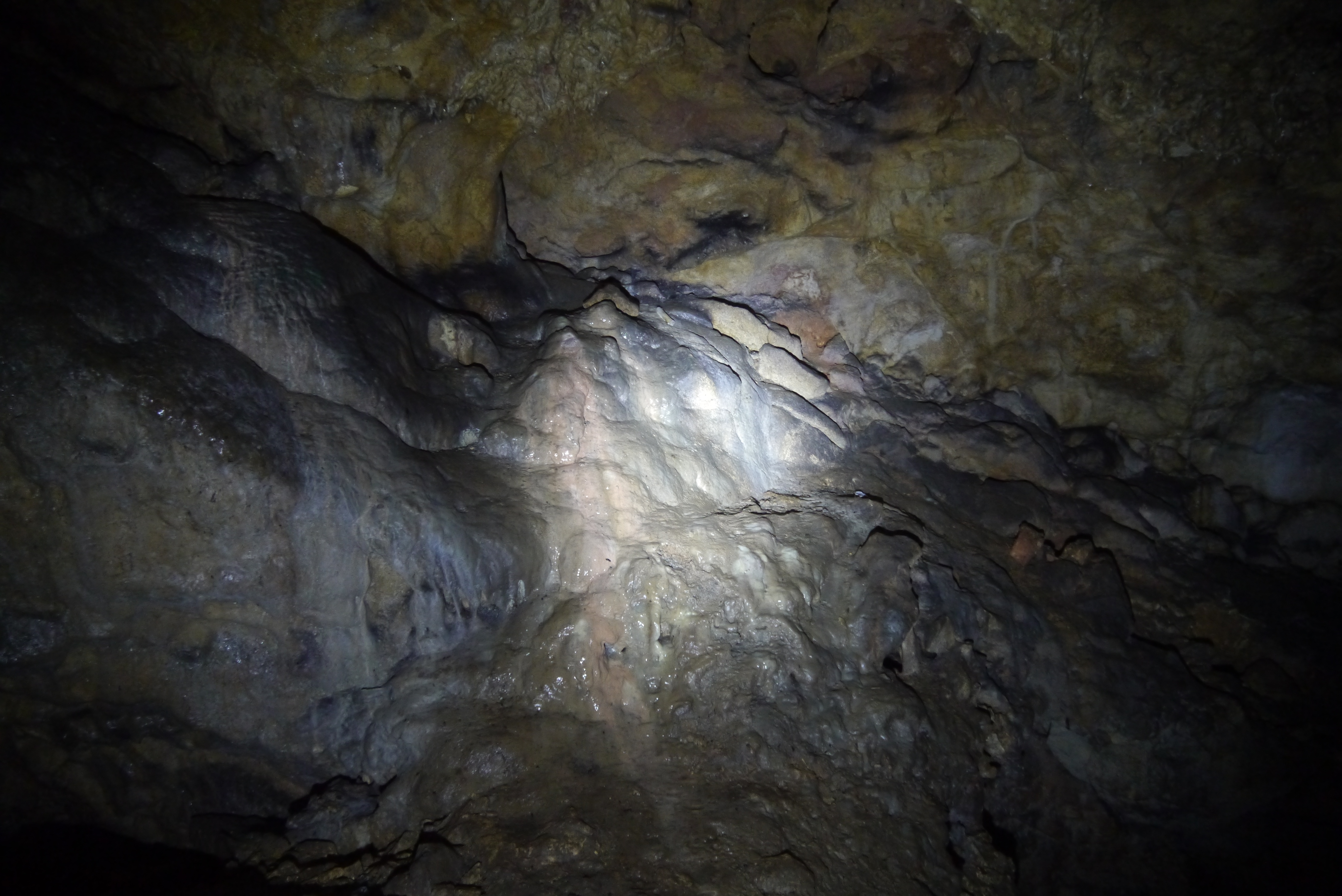
Részlet a Klotild-barlang belsejéből

A Kárpát József által 1990-ben írt kéziratban szó van arról, hogy a Pilisvörösváron lévő Klotild-barlangnak (Ördögbarlang, Ördöglyuk) Klotildliget vm.-tól 45°-ra 2 km-re, a Cseresznyés-hegy É-i oldalában, kb. 320 m tszf. magasságban van a bejárata. A turistatérkép egy csúccsal É-abbra jelöli tényleges helyénél. A dachsteini mészkőben létrejött, korróziós eredetű fosszilis forrásbarlang 55 m hosszú és 11 m mély. Érdekessége a Nagy-terem, amely 22 m hosszú, 10 m széles és 3–4 m magas. Oldott falfelületek, vakkürtők és gömbfülkék jellemzők formakincsére. A Nagy-teremben kevés cseppkő, a D-i végponton pedig kalcitbekérgezés figyelhető meg. Élővilága denevérekből, pókokból és fadarabokon élő gombákból áll. A barlangjáró alapfelszereléssel járható barlangba mesterségesen nincs beépítve semmi. Érdemesnek tűnik tovább kutatni és régészet szempontjából megvizsgálni. Veszélyezteti a rongáláson kívül a feltöltődés, mert a bejáraton át a barlangba sodródik a hegyoldalból lefolyó vizek hordaléka. Az ismertetésbe bekerült a barlang 1990-ben készült alaprajz térképe és térrajza.
A Kárpát József által 1991-ben írt kéziratban meg van említve, hogy a Klotild-barlang (Pilisvörösvár) 55 m hosszú és 11 m mély. Az 1991-ben napvilágot látott útikalauzban meg van ismételve az 1967-es útikalauzban található barlangleírás.

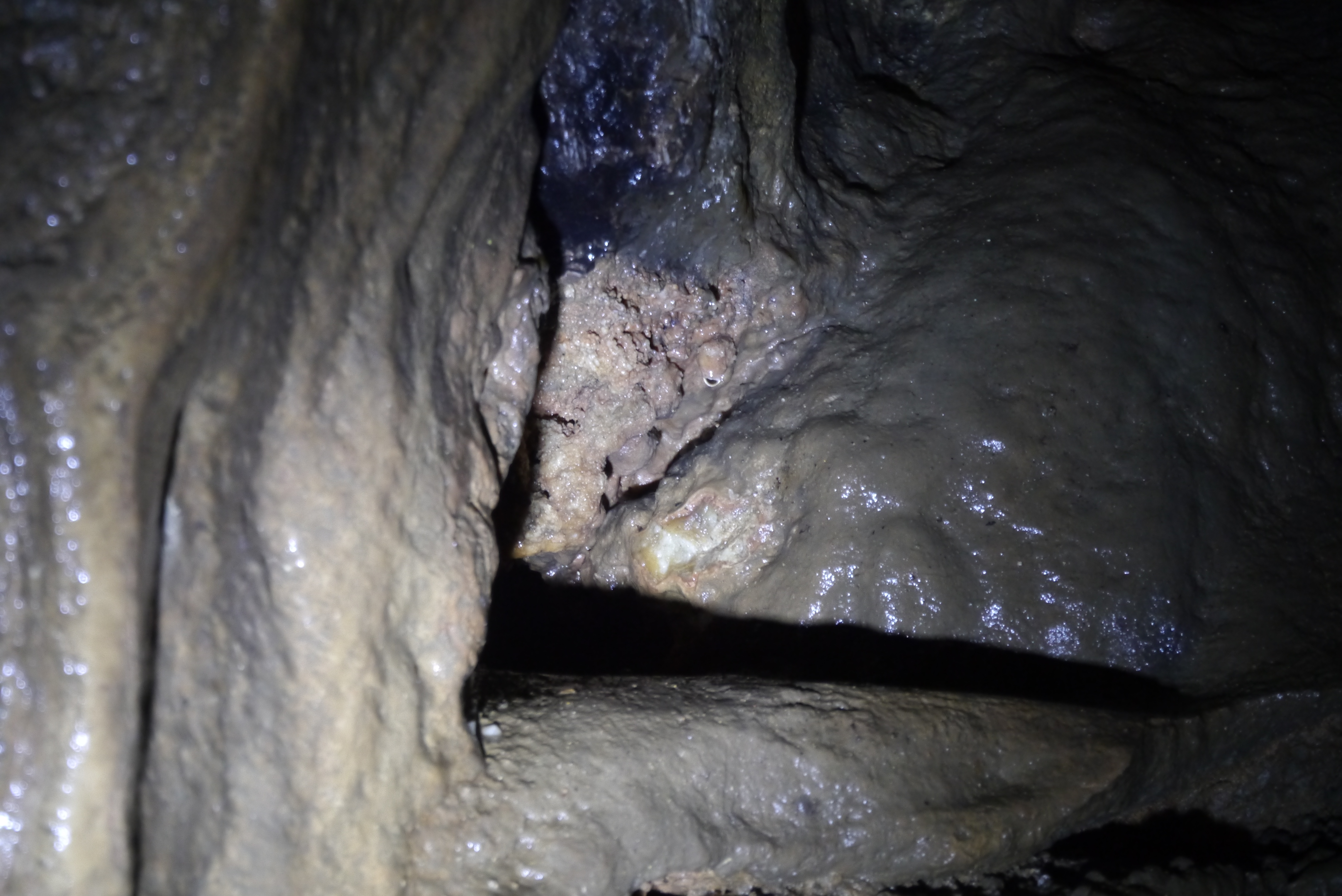
Részlet a Klotild-barlang belsejéből

Az 1996. évi barlangnapi túrakalauzban az van írva, hogy a Piliscsaba-alsó vasútállomásra vezető piros és sárga jelzésű turistaúttól K-re, a Cseresznyés-hegy É-i peremén, szurdokszerűen bevágódott völgy meredek D-i oldalában, 50 m relatív magasságban van a Klotild-barlang É-ra nyíló, 2 m széles és 1 m magas bejárata. A bejárat mögött egy kis előcsarnok van, amely után egy 22 m hosszú, 10 m széles és 3–4 m magas terem található. Oldott falfelületek, gömbfülkék és vakkürtők jellemzik formakincsét. A magasra kiemelt, nagyon pusztuló állapotban lévő barlangban sok a törmelék. A kiadványba bekerült a barlang 1990-ben készült alaprajz térképe. A 2005-ben megjelent, Magyar hegyisport és turista enciklopédia című könyvben lévő, Bekey Imre Gáborról szóló szócikkben meg van említve, hogy Bekey Imre Gábor bejárta és ismertette a Klotild-barlangot. A Duna–Ipoly Nemzeti Park Igazgatóság működési területén, a Pilis hegységben elhelyezkedő és 4830/1 kataszteri számú Klotild-barlang, 2006. február 28-tól, a környezetvédelmi és vízügyi miniszter 8/2006. KvVM utasítása szerint, megkülönböztetett védelmet igénylő barlang.
2011-ben jelentős kiterjedésű új részt fedeztek fel a barlangban, amivel a barlang hossza és mélysége is az addig ismertnek több mint két és félszeresére emelkedett. Hossza 136 m, függőleges kiterjedése pedig 17,5 m lett. Szabó Zoltán az új rész felfedezése miatt indítványozta a barlang, vagy legalább az új szakasz lezárását, egyaránt hivatkozva korábbi rongálásokra, természetvédelmi és életvédelmi okokra. A Duna–Ipoly Nemzeti Park Igazgatóság működési területén lévő és 4830-1 kataszteri számú Klotild-barlang, 2012. február 25-től, a vidékfejlesztési miniszter 4/2012. (II. 24.) VM utasítása szerint, megkülönböztetetten védett barlang. Az üregrendszer legfrissebb, 2013-ban készült térképei a Kovács Richárd és Szabó Zoltán által végzett barlangfelmérésen alapulnak. A térképeket Szabó Zoltán szerkesztette és rajzolta. A térképek alaprajzot, keresztszelvényeket és vetített hossz-szelvényt ábrázolnak. 2021. május 10-től az agrárminiszter 17/2021. (IV. 9.) AM rendelete szerint a Klotild-barlang (Pilis hegység, Duna–Ipoly Nemzeti Park Igazgatóság működési területe) lezárt részei az igazgatóság engedélyével látogathatók. A 13/1998. (V. 6.) KTM rendelet egyidejűleg hatályát veszti.

## További irodalom
- Thirring Gusztáv szerk.: A Pilis-Visegrádi hegység részletes kalauza. Budapest, 1929. 57. old.